# Література жахів
Література жахів (англ. horror fiction) — жанр художньої літератури, що початково мав на меті викликати в читача відчуття тривоги, страху і супутніх відчуттів. Надалі, у процесі жанрового розвитку, містив елементи гумору, передавав атмосферу слешерного екшену тощо. Така література часто містить містичне або фантастичне допущення, проте воно не є обов'язковим.

## Історія
Жанр жахів походить з фольклорних та релігійних уявлень про смерть, потойбічне життя, зло, як демонічне так і втілене в людині. Попередниками жанру називають деякі лицарські романи середини XIII століття, наприклад, «L’âtre périlleux», французькі «трагічні історії» XVI—XVII ст.
Як окремий напрямок література жахів оформилася в останній чверті XVIII століття з появою в Англії готичного роману. Його вирізняло тяжіння до зображення таємничого, ірраціонального, жахливого і невідворотного. Місцями дії готичних романів виступали руїни монастирів, замків, підземелля, склепи. Основою сюжету часто служило прокляття, відплата, що переслідує злочинця. Основоположником готичного роману вважається Хорес Волпол, який став відомим завдяки роману «Замок Отранто» (1764). Класиками готичного роману вважаються Анна Редкліф, Вільям Бекфорд, Метью Льюїс і Чарльз Роберт Метьюрін.
Хоча готичний роман до середини XIX століття занепав, його вплив продовжував зберігатися, насамперед, в англійській літературі. Серед класичних зразків жанру називають «Дракулу» Брема Стокера та «Химерну пригоду з доктором Джекілом та містером Гайдом» (1886) Роберта Льюїса Стівенсона. У ХІХ — ХХ ст. оповідання жахів виходять у численних збірках та антологіях, серед найпопулярніших був книжковий серіал «Вампір Варні, або Кривавий бенкет», що виходив у Лондоні з 1847 року. Кожний розділ цього твору був окремою книгою — загалом вийшло 220 таких книжок.
Біля витоків жахів в американській літературі знаходився роман Коттона Метера «Чудеса невидимого світу» (1693), що вийшов через рік після справи Салемських відьом. Один з найвідоміших американських письменників жаху XIX століття — Едгар Аллан По, відомий зображенням впливу злих сил на людину, «сутінкових» станів духу, атмосфери жаху в людському існуванні. Ще одним відомим письменником в американській літературі жахів XIX століття є Амброз Бірс. Багато оповідань Бірса пронизані відчуттям приреченості людини, безнадійності її буття. В оповіданнях Бірса багато смертей, але люди гинуть не від якоїсь конкретної причини, а від самого страху.
Пізніше, в 30-50-ті XX століття, з'являються розповіді Рональда Даля, Джона Кольера, Джеральда Кершо, які поєднували надприродне з чорним гумором. В Америці поштовх розвитку жанру дав журнал «Weird Tales» (заснований 1923), де вперше з'явилися твори Г. Ф. Лавкрафта, Кларка Ештона Сміта, Роберта Ірвіна Говарда, Сібері Квінна, Роберта Блоха. До жанру жахів відносяться деякі оповідання Рея Бредбері.
Класиком сучасних жахів вважається Стівен Кінг. Відомі також Вільям Блетті («Той, що виганяє диявола»), Айра Левін («Дитина Розмарі»), Клайв Баркер («Повсталий з пекла»), Роберт Маккаммон («Вони жадають»), Енн Райс («Вампірські хроніки»), Лорел Гамільтон, Річард Лаймон, Пітер Страуб, Уітлі Стрібер, Джек Кетчам.
В українській літературі попри значну популярність серед читачів жанр мало розвинений та видавничо поширений. Відносно популярними, від 1990-х, були окремі тематичні твори Дяченків.